# Pandanus tolanarensis
Pandanus tolanarensis är en enhjärtbladig växtart som beskrevs av Huynh. Pandanus tolanarensis ingår i släktet Pandanus och familjen Pandanaceae.
Artens utbredningsområde är Madagaskar. Inga underarter finns listade.